# Houghia coccidella
Houghia coccidella är en tvåvingeart som beskrevs av Townsend 1909. Houghia coccidella ingår i släktet Houghia och familjen parasitflugor. Inga underarter finns listade i Catalogue of Life.